# Thallóczy Lajos
Thallóczy Lajos (született: Strommer Lajos) (Kassa, 1857. december 8. – Herceghalom, 1916. december 1.) magyar történész, a Magyar Tudományos Akadémia tagja, 1913-tól 1916-ig a Magyar Történelmi Társulat elnöke, politikus, valóságos belső titkos tanácsos, a császári és királyi közös pénzügyi minisztérium osztályfőnöke.

## Életpályája
Apai részről aradi és budai, anyai részről württembergi gyökerű, német ajkú polgári családba született, Strommer Benedek Lajos név alatt. Szülei Strommer Benedek és Uhl (Van der Well) Margit (1835–1895) voltak. Anyja a württembergi Zipplingenben született, és egy budai nőnevelőintézet tanítónője volt, mielőtt 1857. február 24-én férjhez ment Strommer Benedekhez. Apja 1831-től a budai Helytartótanács, 1848/1849-ban a Közlekedésügyi Minisztérium, majd a Pénzügyigazgatóság hivatalnoka volt. 1854-től a kassai Pénzügyigazgatóságon, 1866-tól pedig ismét Budán, 1867-től a Pénzügyminisztériumban dolgozott.
Fia így 1864-ben Kassán kezdte meg az elemi iskolát, majd 1866/1867-ben Budán fejezte be. Gimnáziumi tanulmányait is Budán, az egyetemi katolikus gimnáziumban végezte 1867 és 1875 között. Már akkor érdeklődést tanúsított a történelem iránt, mert 6. osztályos korában önképzőköri pályadíjat nyert „Richelieu bíboros világtörténelmi jelentősége” című dolgozatával.
Egyetemi tanulmányait 1875 és 1879 között a budapesti egyetemen folytatta, ahol középiskolai tanári és bölcsészdoktori címet szerzett. Ekkor, 1875-től magyarosította nevét Strommerről Thallóczyra. 1879-ben magyar gazdaságtörténetből magántanári képesítést szerzett. Már az egyetem befejezése előtt, 1877-től a Magyar Országos Levéltár tisztviselője volt. Emellett élénk történettudományos tevékenységet is folytatott. 1874–1884 közt a Századok, 1876–1880 közt az Archaeologiai Értesítő segédszerkesztője, majd 1877–1878-ban a Magyar Gyorsíró szerkesztője.

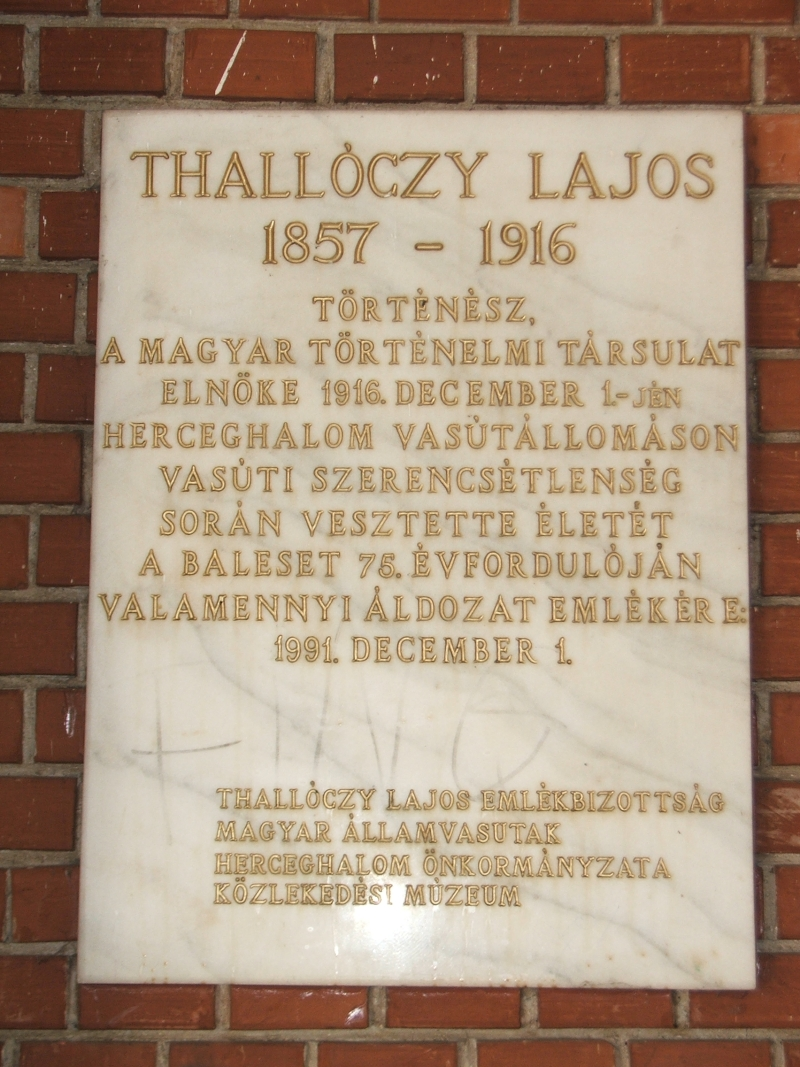
A herceghalmi vasútállomás várótermében levő emléktáblája.

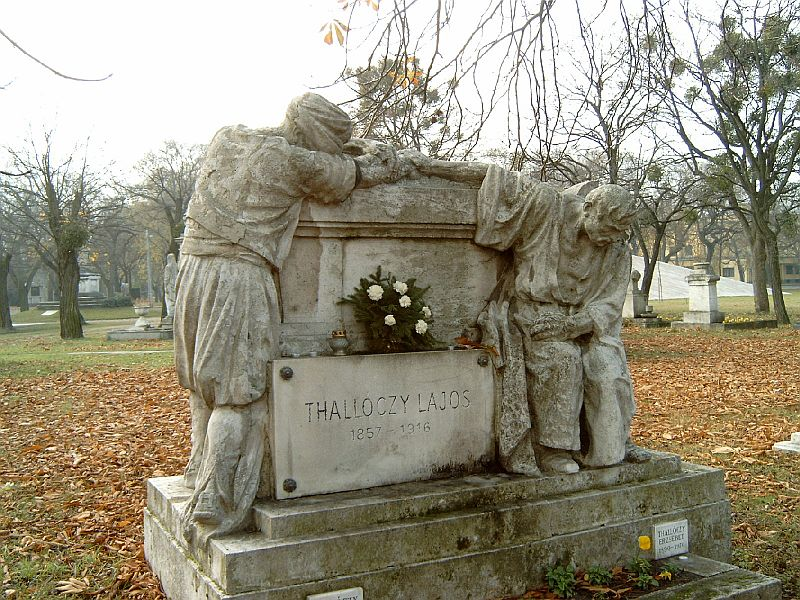
Thallóczy Lajos sírja Budapesten. Fiumei úti sírkert: 10/1-1-14. Horvay János 1920-ban készített szobra.

1885-től a közös Pénzügyminisztériumhoz tartozó bécsi udvari kamarai levéltár igazgatója, a Theresianumban a magyar történet és közjog, a Konzuli Akadémián a magyar közjog tanára volt. Ekkor már, 1883-tól az MTA levelező, 1895-től rendes tagja volt. 1913-tól a Magyar Történelmi Társulat elnöke lett.
1901-től a közös Pénzügyminisztérium osztályvezetőjeként a megszállt Bosznia-Hercegovina oktatási, művelődési és kultuszügyeinek felelőse lett, és e minőségében elkötelezetten dolgozott az ország modernizációjáért. A magyar Balkán-kutatás megalapozója volt. Gróf Tisza István miniszterelnök Thaly Kálmánt és Thallóczyt bízta meg Rákóczi hamvai hazahozatalának lebonyolításával (1906 októbere). 1912-től valóságos belső titkos tanácsossá, 1916-tól a világháború során megszállt Szerbia polgári kormányzójává nevezték ki. 1916. december 1-jén Ferenc József temetéséről hazajövet Magyarország legsúlyosabb vasúti szerencsétlenségének áldozata lett.

## Művei
Történelmi regényeinek és útleírásainak némelyike Deli álnéven jelent meg.
- I. Apafi Mihály udvara (1878)
- Magyar várak 1437 körül (1878)
- Lucrum Camerae (A kamara haszna) (Bp., 1879)
- Utazás Levanteban (Bp., 1882); lefordítva bolgárra: Пейковска, П., Пътепис на Лайош Талоци за България от 1881 г. Известия на държавните архиви, Т. 64, с. 202–232.
- A keleti kereskedelem története Magyarországon (1882)
- Vasvári Pál és a pesti egyetemi ifjúság 1844–1849 (Bp., 1882)
- Oroszország és hazánk (Bp., 1884);
- Zay Ferenc (Bp., 1884)
- Csömöri Zay Ferenc 1505–1570 (1885)
- Az "illyr" címergyűjtemények (1888)
- Magyarország és Raguza (1888)
- Horvát szokásjog (Bácsy Jakab álnéven, Bp., 1896)
- Regényes történet a XVII. századi hajdúvilágból (Bácsy Jakab álnéven, 1896)
- Blagay család oklevéltára (1897, Barabás Samuval)
- Tanulmányok a Blagay-család történetéből. Adalék Szlavonia történetéhez (1897)
- Die Geschichte der Grafen von Blagay (1898)
- Gyepün innen, gyepün túl (Deli álnéven, Bp., 1898)
- Magyar–bulgár összeköttetések. Századok, 1898, II. füz., 113–123; lefordítva bolgárra: Л. Талоци, Унгарско-български връзки (fordítás P. Peykovska) In: Унгарски учени за България, Съст. П. Пейковска. С., 2003, с. 106–120.
- Oklevelek a magyar–bulgár összeköttetések történetéhez. 1360–1369. Történelmi Tár, II. füzet, 1898, N IV, 355–367; lefordítva bolgárra: Л. Талоци, Грамоти за историята на унгарско-българските връзки, 1360–1369 (fordítás P. Peykovska, S. Lekova). In: Унгарски учени за България, Съст. П. Пейковска. С., 2003, с. 121–142.
- Nagy Lajos és a bolgár bánság (1900); lefordítva bolgárra: Л. Талоци, Лудовик Велики и българското банство (fordítás P. Peykovska, S. Lekova) In: Унгарски учени за България, Съст. П. Пейковска. С., 2003, с. 143–202.
- Bosznia története (1900)
- Gróf Benyovszky Móric haditengerészeti és kereskedelem-politikai tervei 1779–1801 (1901)
- Gróf Szécsen Antal (1901)
- Magyarország melléktartományainak oklevéltára című sorozat 4 kötete:

1. A horvát véghelyek oklevéltára (Hodinka Antallal, Bp., 1903)
2. Magyarország és Szerbia közti összeköttetések oklevéltára (Áldásy Antallal, Bp., 1907)
3. Alsó-Szlavónia okmánytára 1244–1710 (Horváth Sándorral, Bp., 1912)
4. Jajcza története (Monum. Hung. Hist., Bp., 1915)

- Tanulmányok a bosnyák bánság kezdeteiről… (Bp., 1905)
- Mantovai követjárás Budán, 1395 (Bp., 1905)
- III. Béla és a magyar birodalom (Bp., 1906)
- A szerb felkelés története I–II. (Bp., 1908–09)
- Bosnyák és szerb élet- és nemzedékrajzi tanulmányok (1909)
- Kállay Benjámin emlékezete (Bp., 1909)
- Frangepán család oklevéltára I–II. (1910–1913, Barabás Samuval)
- Tudákos levelek I–II. (álnéven, Bp., 1913–14)
- Acta et diplomata res Albaniae mediae aetatis illustrantia, I–II. (szerk. Konstantin Jirečekkel, Milan Šufflay-jal, 1913–18)
- Török–magyar oklevéltár, ford. Karácson Imre, szerk. T. L. (Krcsmárik Jánossal, Szekfű Gyulával, 1914)
- Jajcza (bánság, vár és város) története 1450–1527 (Bp., 1915)
- 1814–1914. (Bp., 1915) Online

## Külső hivatkozások
- Thallóczy Lajos és köre Bécsben
- П. Пейковска, Болгаро-венгерские связи в исторической науке и межличностные отношения (ХІХ век)
- Penka Peykovska, Thallóczy Lajos naplója Bulgáriáról és Ausztria-Magyarország külpolitikájáról a Balkán háborúk idejében (2.06.1912 – 26.11.1913)in Bg
- Művei a REAL-EOD-ban

## További irodalom
- Szilágyi Ágnes Judit (2007): Érdekes személyiségek, emlékezetes viták a magyar történetírásban, 27 történészportré, Budapest, Palatinus, 49-54.
- ifj. Némethy Károly 1940: Emlékezések Thallóczy Lajosról. Budapest
- "Kedves Lajosom!". Csánki Dezső levelei Thallóczy Lajoshoz, 1879–1916; sajtó alá rend., bev. Reisz T. Csaba; Magyar Történelmi Társulat–MTA BTK TTI, Bp., 2017 (Századok könyvek)
- Segítség nehéz időkben. Levélválogatás Thallóczy Lajos hagyatékából; sajtó alá rend. Zichy Mihály; Írott Szó Alapítvány–Országos Széchényi Könyvtár, Bp., 2018